# Hela Msaad
Hela Msaad (født 1979) er en håndboldspiller. Hun spiller for klubben ASE Ariana og for Tunesiens håndboldlandshold.
Hun var en del af de tunesiske hold under VM i 2009 i Kina, hvor Tunesien kom på en 14. plads.